# Love (album de Love)
Pour les articles homonymes, voir Love.
Albums de Love
Da Capo
(1967)
Love est le premier album du groupe rock californien éponyme, sorti début 1966.

## Titres
Toutes les chansons sont d'Arthur Lee, sauf mention contraire.

### Face 1
1. My Little Red Book (Burt Bacharach, Hal David) – 2:38
2. Can't Explain (Lee, Johnny Echols, John Fleckenstein) – 2:41
3. A Message to Pretty – 3:13
4. My Flash on You – 2:09
5. Softly to Me (Bryan MacLean) – 2:57
6. No Matter What You Do – 2:46
7. Emotions (Lee, Echols) – 2:01

### Face 2
1. You I'll Be Following – 2:26
2. Gazing – 2:42
3. Hey Joe (Billy Roberts) – 2:42
4. Signed D. C. – 2:47
5. Colored Balls Falling – 1:55
6. Mushroom Clouds (Lee, Echols, Ken Forssi, Maclean) – 2:25
7. And More (Lee, MacLean) – 2:57

## Musiciens
- Arthur Lee : chant, percussions, harmonica, batterie sur « Can’t Explain », « No Matter What You Do », « Gazing » et « And More ».
- Johnny Echols : guitare solo
- Bryan MacLean : guitare rythmique, chant
- Ken Forssi : basse
- Alban Pfisterer : batterie sauf sur « Can’t Explain », « No Matter What You Do », « Gazing » et « And More ».